# Team Penske
A Team Penske (korábban Penske Racing) egy autóverseny-csapat, amely jelenleg az IndyCar Seriesben és a NASCAR-ban versenyzik. Korábban olyan szériákban is elindultak, mint a CART vagy a Formula–1. A csapat tulajdonosa Roger Penske, a csapat székhelye az észak-karolinai Mooresville-ben található.

## CART/IndyCar World Series/IRL/ IndyCar Series
A csapat 1968-ban vett részt először IndyCar versenyen. Akkor egy Eagle-lel indultak amelyet Mark Donohue vezetett. Indianapolisban 1969-ben debütáltak, három év múlva meg is nyerték a legendás 500 mérföldes versenyt. 1978-ban Roger Penske, Pat Patrick-kel, Dan Gurney-val és még számos csapatfőnökkel együtt fellázadtak az IndyCar akkori felügyelő szervezete ellen az USAC ellen, és megalapították a Championship Auto Racing Teams-t vagyis a CART-ot. Az IndyCar 1995-ös szakadásánál, a csapat maradt a CART-ban. Az ezredfordulón a csapat szponzorai szerettek volna ismét visszatérni Indianapolisba, ezért a csapat 2001-ben autót indított az Indy500-on is, amellett hogy teljes szezont futottak a CART-ban. Később bejelentették, hogy a csapat elhagyja a CART-ot, és az IRL-ben folytatja. Jelenleg a csapat három autót indít az IndyCarban.

## Indianapolisi 500 győzelmek
- 1972 Mark Donohue (McLaren/Offenhauser)
- 1979 Rick Mears (Penske/Cosworth)
- 1981 Bobby Unser (Penske/Cosworth)
- 1984 Rick Mears (March/Cosworth)
- 1985 Danny Sullivan (March/Cosworth)
- 1987 Al Unser (March/Cosworth)
- 1988 Rick Mears (Penske/Ilmor-Chevrolet)
- 1991 Rick Mears (Penske/Ilmor-Chevrolet)
- 1993 Emerson Fittipaldi (Penske/Ilmor-Chevrolet)
- 1994 Al Unser, Jr. (Penske/Ilmor-Mercedes-Benz)
- 2001 Hélio Castroneves (Dallara/Ilmor-Oldsmobile)
- 2002 Hélio Castroneves (Dallara/Chevrolet)
- 2003 Gil de Ferran (G-Force/Toyota)
- 2006 Sam Hornish, Jr. (Dallara/Ilmor-Honda)
- 2009 Hélio Castroneves (Dallara/Ilmor-Honda)
- 2015 Juan Pablo Montoya (Dallara/Chevrolet)

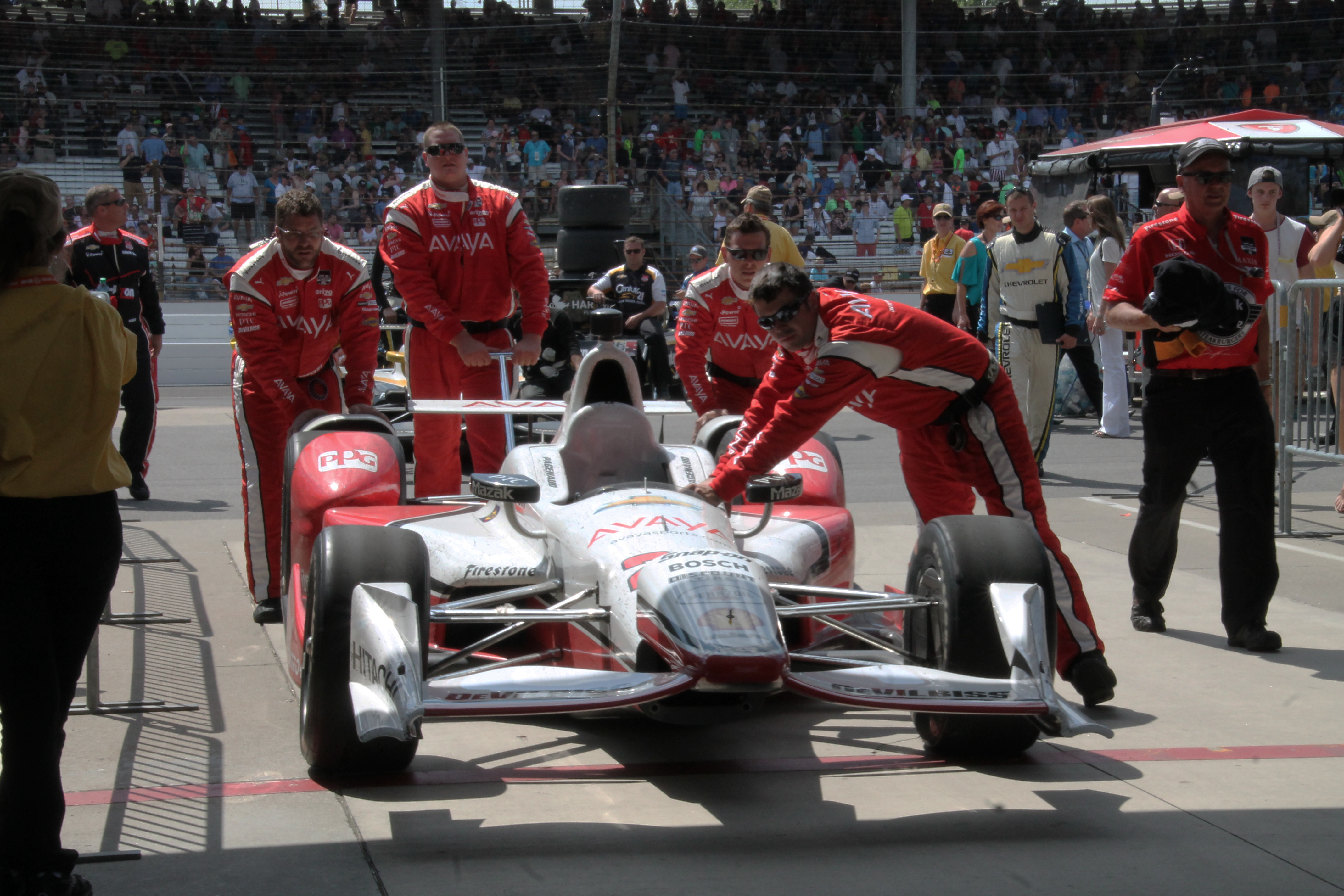
Simon Pagenaud autója a 2015-ös Indianapolis 500-on

## A csapat korábbi és jelenlegi versenyzői

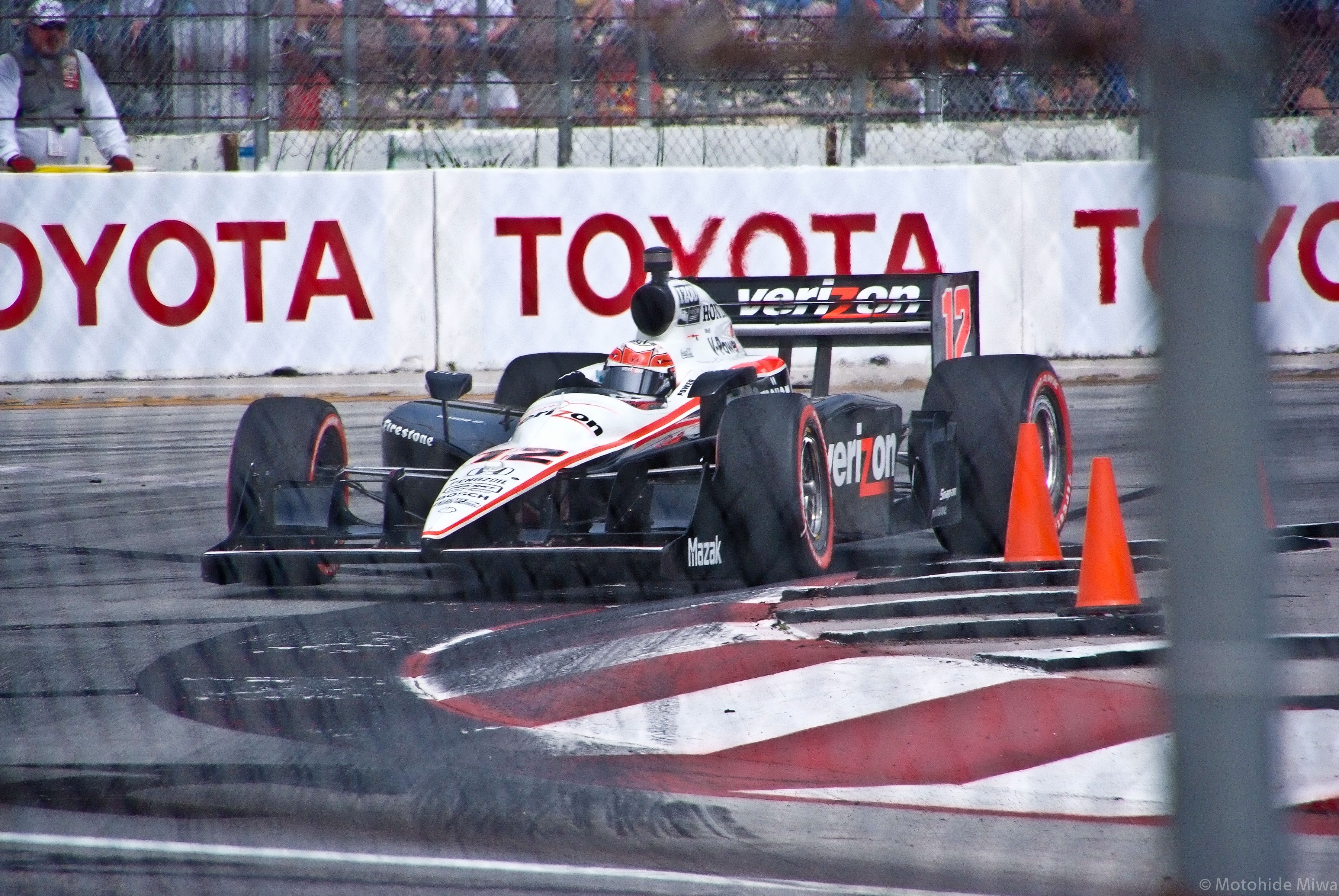
Will Power a 2011-es Long Beach Grand Prix-n

- Mark Donohue (1968–1975)
- David Hobbs (1971)
- Gary Bettenhausen (1972–1974)
- Gordon Johncock (1972)
- Mike Hiss (1972 and 1974)
- Tom Sneva (1975–1978)
- Bobby Allison (1975)
- Mario Andretti (1976–1980)
- Rick Mears (1978–1992)
- Bobby Unser (1979–1981)
- Bill Alsup (1981)
- Kevin Cogan (1982)
- Al Unser (1983–1989)
- Johnny Rutherford (1984)
- Mike Thackwell (1984)
- Danny Sullivan (1985–1990)
- Geoff Brabham (1989)
- Emerson Fittipaldi (1990–1996)
- Paul Tracy (1991–1994, 1996–1997)
- Al Unser, Jr. (1994–1999)
- Jan Magnussen (1996)
- André Ribeiro (1998)
- Alex Barron (1999, 2003)
- Gonzalo Rodriguez (1999)
- Tarso Marques (1999)
- Gil de Ferran (2000–2003)
- Hélio Castroneves (2000–)
- Max Papis (2002)
- Sam Hornish, Jr. (2004–2007)
- Ryan Briscoe (2008–2012)
- Will Power (2009–)
- AJ Allmendinger (2013)
- Juan Pablo Montoya (2014-
- Simon Pagenaud (2015-

## NASCAR
A Penske Racing 1972-ben debütált a NASCAR-ban. A csapat évekig nem futott teljes szezont a szériában. 1976-ban már az összes versenyen indultak Bobby Allison-nal, és 4. helyen végeztek a bajnokságban. 1977-ben Penske eladta a felszereléseit az Elliott családnak és kiszállt a NASCAR-ból. 1991-ben tértek vissza Rusty Wallace-szal a volán mögött. 2008-ban Ryan Newman és a Penske csapat megnyerte a Daytona 500-at. Ez volt az első alkalom, hogy a csapat megnyerte a NASCAR legrangosabb versenyét. A NASCAR-ban jelenleg két autót indít a csapat.

## ALMS
A csapat 2005-ben bejelentette, hogy a Porsche támogatásával belép a szériába. 2006-ban megnyerték az LMP2-es kategóriát. 2008 végén a Porsche úgy döntött, hogy nem kíván tovább a sorozatban részt venni, ezért a Penske Racing megszüntette az ALMS csapatát.

## Formula–1
A Penske Racing 1974 és 1976 közt részt vett a FIA Formula–1-es világbajnokságán is. 1974-ben vettek részt először önálló csapatként (1971-ben szponzoráltak egy második McLaren autót, amelyet Mark Donohue vezetett az amerikai, és kanadai nagydíjon). Két versenyen indultak, Kanadában, és az amerikai nagydíjon. A következő szezonban 16 versenyből 13-on részt vettek. A csapat legjobb eredménye két 5. hely. 1976-ban már az összes versenyen részt vettek. John Watson Ausztriában bezsebelte a győzelmet, emellett két harmadik helyet szerzett, ezzel ötödik helyen végzett a bajnokságban. A csapat által készített autó még részt vett néhány versenyen a következő években, de maga a csapat nem vett részt több Formula–1-es versenyen.

## További információ
- Hivatalos honlap